# Kvalspelet till europamästerskapet i volleyboll för damer 2019
Kvalspelet till europamästerskapet i volleyboll för damer 2019 genomfördes 15 augusti 2018 till 9 januari 2019. I turneringen deltog tjugofyra landslag från CEV:s medlemsförbund, varav tolv kvalificerad sig för EM 2019.

## Regelverk

### Format
Lagen delades in i grupper om fyra lag i varje grupp. Alla lag mötte alla andra lag i samma grupp både hemma och borta. De två främsta lagen i varje grupp kvalificerade sig för EM.

### Metod för att bestämma tabellplacering
Om slutresultatet blev 3-0 eller 3-1 tilldelades 3 matchpoäng till det vinnande laget och 0 till det förlorande laget, om slutresultatet blev 3-2 tilldelades 2 matchpoäng till det vinnande laget och 1 till det förlorande laget. 
- Antalet vunna matcher
- Matchpoäng
- Setkvot
- Bollpoängskvot
- Inbördes möten.

## Deltagande lag
| - Albanien - Österrike - Belgien - Bosnien och Hercegovina - Kroatien - Danmark - Estland - Finland | - Frankrike - Georgien - Grekland - Island - Israel - Lettland - Montenegro - Norge | - Portugal - Tjeckien - Rumänien - Slovenien - Spanien - Sverige - Schweiz - Ukraina |

## Turneringen
| Grupp A   | Grupp B   | Grupp C    | Grupp D   | Grupp E  |
| --------- | --------- | ---------- | --------- | -------- |
| Belgien   | Albanien  | Grekland   | Danmark   | Estland  |
| Island    | Österrike | Montenegro | Frankrike | Finland  |
| Israel    | Kroatien  | Norge      | Georgien  | Tjeckien |
| Slovenien | Schweiz   | Ukraina    | Portugal  | Sverige  |

| Grupp F                 |
| ----------------------- |
| Bosnien och Hercegovina |
| Lettland                |
| Rumänien                |
| Spanien                 |

### Grupp A

#### Resultat
| 15 augusti 2018 Sportcampus Lange Munte, Kortrijk Speltid: 0h:59 - Åskådare: 1 150  | Belgien   | 3 - 0 | Island    | 25-4, 25-8, 25-10   |
| 15 augusti 2018 Športna Dvorana Ljudski Vrt, Maribor Speltid: 1h:22 - Åskådare: 600 | Slovenien | 3 - 0 | Israel    | 25-19, 25-23, 25-22 |
| 19 augusti 2018 Metrowest Sport Palace, Raanana Speltid: 0h:58 - Åskådare: 350      | Israel    | 0 - 3 | Belgien   | 11-25, 6-25, 11-25  |
| 19 augusti 2018 Digranes, Kópavogur Speltid: 1h:08 - Åskådare: 550                  | Island    | 0 - 3 | Slovenien | 18-25, 16-25, 13-25 |
| 22 augusti 2018 Sporthal Arena, Deurne Speltid: 1h:16 - Åskådare: 1 400             | Belgien   | 3 - 0 | Slovenien | 25-23, 25-16, 25-21 |
| 22 augusti 2018 Metrowest Sport Palace, Raanana Speltid: 1h:10 - Åskådare: 280      | Israel    | 3 - 0 | Island    | 25-19, 25-20, 25-18 |
| 26 augusti 2018 Digranes, Kópavogur Speltid: 1h:00 - Åskådare: 250                  | Island    | 0 - 3 | Israel    | 11-25, 12-25, 18-25 |
| 25 augusti 2018 Športna Dvorana Ljudski Vrt, Maribor Speltid: 1h:12 - Åskådare: 600 | Slovenien | 0 - 3 | Belgien   | 17-25, 16-25, 23-25 |
| 6 januari 2019 Sportcampus Lange Munte, Kortrijk Speltid: 1h:20 - Åskådare: 1 485   | Belgien   | 3 - 0 | Israel    | 25-23, 25-13, 25-14 |
| 5 januari 2019 Športna Dvorana Ljudski Vrt, Maribor Speltid: 0h:58 - Åskådare: 800  | Slovenien | 3 - 0 | Island    | 25-12, 25-11, 25-12 |
| 9 januari 2019 Digranes, Kópavogur Speltid: 0h:50 - Åskådare: 250                   | Island    | 0 - 3 | Belgien   | 4-25, 7-25, 6-25    |
| 9 januari 2019 Metrowest Sport Palace, Raanana Speltid: 1h:21 - Åskådare: 650       | Israel    | 0 - 3 | Slovenien | 17-25, 12-25, 23-25 |

#### Sluttabell
| Pos.. | Lag       | Pt | M | V | F | SV | SF | Kvot  | PV  | PV  | Kvot  |
| ----- | --------- | -- | - | - | - | -- | -- | ----- | --- | --- | ----- |
| 1     | Belgien   | 18 | 6 | 6 | 0 | 18 | 0  | MAX   | 450 | 233 | 1.931 |
| 2     | Slovenien | 12 | 6 | 4 | 2 | 12 | 6  | 2.000 | 416 | 348 | 1.195 |
| 3     | Israel    | 6  | 6 | 2 | 4 | 6  | 12 | 0.500 | 344 | 398 | 0.864 |
| 4     | Island    | 0  | 6 | 0 | 6 | 0  | 18 | 0.000 | 219 | 450 | 0.486 |

### Grupp B

#### Resultat
| 15 augusti 2018 Športska Dvorana Sutinska Vrela, Zagreb Speltid: 1h:05 - Åskådare: 160 | Kroatien  | 3 - 0 | Albanien  | 25-20, 25-14, 25-17               |
| 15 augusti 2018 Stadthalle, Steyr Speltid: 1h:21 - Åskådare: 78                        | Österrike | 1 - 3 | Schweiz   | 25-18, 13-25, 11-25, 19-25        |
| 19 augusti 2018 BetoncoupeArena, Schönenwerd Speltid: 1h:47 - Åskådare: 1 100          | Schweiz   | 1 - 3 | Kroatien  | 25-22, 23-25, 21-25, 13-25        |
| 19 augusti 2018 Parku Olimpik Feti Borova, Tirana Speltid: 1h:10 - Åskådare: 300       | Albanien  | 0 - 3 | Österrike | 21-25, 16-25, 14-25               |
| 22 augusti 2018 Športska Dvorana Sutinska Vrela, Zagreb Speltid: 1h:11 - Åskådare: 240 | Kroatien  | 3 - 0 | Österrike | 25-21, 25-20, 25-14               |
| 22 augusti 2018 BetoncoupeArena, Schönenwerd Speltid: 1h:10 - Åskådare: 480            | Schweiz   | 3 - 0 | Albanien  | 25-19, 25-23, 25-14               |
| 26 augusti 2018 Parku Olimpik Feti Borova, Tirana Speltid: 1h:12 - Åskådare: 258       | Albanien  | 0 - 3 | Schweiz   | 19-25, 22-25, 10-25               |
| 25 augusti 2018 Sporthalle, Zwettl-Niederösterreich Speltid: 1h:41 - Åskådare: 950     | Österrike | 1 - 3 | Kroatien  | 25-21, 23-25, 21-25, 21-25        |
| 5 januari 2019 Dom odbojke Bojan Stranić, Zagreb Speltid: 1h:10 - Åskådare: 500        | Kroatien  | 3 - 0 | Schweiz   | 25-19, 25-9, 25-22                |
| 5 januari 2019 Raiffeisen Sportpark, Graz Speltid: 1h:03 - Åskådare: 2 132             | Österrike | 3 - 0 | Albanien  | 25-13, 25-9, 25-20                |
| 9 januari 2019 Parku Olimpik Feti Borova, Tirana Speltid: 0h:59 - Åskådare: 150        | Albanien  | 0 - 3 | Kroatien  | 15-25, 8-25, 14-25                |
| 9 januari 2019 BetoncoupeArena, Schönenwerd Speltid: 1h:56 - Åskådare: 1 150           | Schweiz   | 2 - 3 | Österrike | 25-23, 25-22, 20-25, 21-25, 15-17 |

#### Sluttabell
| Pos.. | Lag       | Pt | M | V | F | SV | SF | Kvot  | PV  | PV  | Kvot  |
| ----- | --------- | -- | - | - | - | -- | -- | ----- | --- | --- | ----- |
| 1     | Kroatien  | 18 | 6 | 6 | 0 | 18 | 2  | 9.000 | 493 | 365 | 1.350 |
| 2     | Schweiz   | 10 | 6 | 3 | 3 | 12 | 10 | 1.200 | 481 | 459 | 1.047 |
| 3     | Österrike | 8  | 6 | 3 | 3 | 11 | 11 | 1.000 | 475 | 463 | 1.025 |
| 4     | Albanien  | 0  | 6 | 0 | 6 | 0  | 18 | 0.000 | 288 | 450 | 0.640 |

### Grupp C

#### Resultat
| 15 augusti 2018 Junist sportpalats, Zaporizjzja Speltid: 1h:05 - Åskådare: 1 550  | Ukraina    | 3 - 0 | Norge      | 25-16, 25-10, 25-19        |
| 15 augusti 2018 Palazzetto dello Sport, Volos Speltid: 1h:10 - Åskådare: 300      | Grekland   | 3 - 0 | Montenegro | 25-17, 25-20, 25-15        |
| 19 augusti 2018 Sportska dvorana Topolica, Bar Speltid: 1h:08 - Åskådare: 575     | Montenegro | 0 - 3 | Ukraina    | 18-25, 14-25, 17-25        |
| 18 augusti 2018 Kongstenhallen, Fredrikstad Speltid: 1h:08 - Åskådare: 620        | Norge      | 0 - 3 | Grekland   | 20-25, 19-25, 16-25        |
| 22 augusti 2018 Junist sportpalats, Zaporizjzja Speltid: 1h:08 - Åskådare: 1 400  | Ukraina    | 0 - 3 | Grekland   | 18-25, 19-25, 19-25        |
| 22 augusti 2018 Sportska dvorana Topolica, Bar Speltid: 1h:32 - Åskådare: 235     | Montenegro | 3 - 1 | Norge      | 25-17, 25-12, 12-25, 27-25 |
| 25 augusti 2018 Kongstenhallen, Fredrikstad Speltid: 1h:18 - Åskådare: 400        | Norge      | 0 - 3 | Montenegro | 15-25, 22-25, 21-25        |
| 25 augusti 2018 Palazzetto dello Sport, Volos Speltid: 1h:07 - Åskådare: 1 000    | Grekland   | 3 - 0 | Ukraina    | 25-22, 25-22, 25-12        |
| 5 januari 2019 Junist sportpalats, Zaporizjzja Speltid: 1h:17 - Åskådare: 1 150   | Ukraina    | 3 - 0 | Montenegro | 25-22, 25-21, 25-21        |
| 6 januari 2019 Municipality Stadium, Markópoulo Speltid: 1h:12 - Åskådare: 1 000  | Grekland   | 3 - 0 | Norge      | 25-20, 25-13, 25-22        |
| 9 januari 2019 Ekeberghallen, Oslo Speltid: 1h:28 - Åskådare: 220                 | Norge      | 1 - 3 | Ukraina    | 22-25, 25-18, 22-25, 11-25 |
| 9 januari 2019 Mediteranski Sportski Centar, Budua Speltid: 1h:11 - Åskådare: 300 | Montenegro | 3 - 0 | Grekland   | 17-25, 21-25, 12-25        |

#### Sluttabell
| Pos.. | Lag        | Pt | M | V | F | SV | SF | Kvot  | PV  | PV  | Kvot  |
| ----- | ---------- | -- | - | - | - | -- | -- | ----- | --- | --- | ----- |
| 1     | Grekland   | 18 | 6 | 6 | 0 | 18 | 0  | MAX   | 450 | 324 | 1.388 |
| 2     | Ukraina    | 12 | 6 | 4 | 2 | 12 | 7  | 1.714 | 430 | 388 | 1.108 |
| 3     | Montenegro | 6  | 6 | 2 | 4 | 6  | 13 | 0.461 | 379 | 437 | 0.867 |
| 4     | Norge      | 2  | 6 | 0 | 6 | 2  | 18 | 0.111 | 372 | 482 | 0.771 |

### Grupp D

#### Resultat
| 15 augusti 2018 Gymnase Le Phare, Belfort Speltid: 1h:12 - Åskådare: 1 350               | Frankrike | 3 - 0 | Danmark   | 25-18, 25-14, 25-21               |
| 15 augusti 2018 New Volleyball Arena, Tbilisi Speltid: 1h:03 - Åskådare: 300             | Georgien  | 0 - 3 | Portugal  | 11-25, 11-25, 16-25               |
| 19 augusti 2018 Centro de Desportos, Matosinhos Speltid: 1h:11 - Åskådare: 300           | Portugal  | 0 - 3 | Frankrike | 24-26, 18-25, 12-25               |
| 18 augusti 2018 Sportscenter Ikast, Ikast Speltid: 1h:44 - Åskådare: 300                 | Danmark   | 1 - 3 | Georgien  | 25-21, 17-25, 18-25, 23-25        |
| 22 augusti 2018 Gymnase Le Phare, Belfort Speltid: 1h:08 - Åskådare: 1 720               | Frankrike | 3 - 0 | Georgien  | 25-21, 25-22, 25-13               |
| 22 augusti 2018 Forum Braga, Braga Speltid: 1h:27 - Åskådare: 510                        | Portugal  | 3 - 0 | Danmark   | 26-24, 25-21, 25-16               |
| 25 augusti 2018 Holte-Hallen, Rudersdal Speltid: 1h:19 - Åskådare: 280                   | Danmark   | 0 - 3 | Portugal  | 14-25, 23-25, 21-25               |
| 25 augusti 2018 New Volleyball Arena, Tbilisi Speltid: 1h:08 - Åskådare: 110             | Georgien  | 0 - 3 | Frankrike | 16-25, 17-25, 16-25               |
| 5 januari 2019 Gymnase Le Phare, Belfort Speltid: 1h:25 - Åskådare: 1 015                | Frankrike | 3 - 0 | Portugal  | 28-26, 26-24, 25-23               |
| 5 januari 2019 New Volleyball Arena, Tbilisi Speltid: 1h:53 - Åskådare: 200              | Georgien  | 2 - 3 | Danmark   | 14-25, 25-21, 25-20, 19-25, 11-15 |
| 9 januari 2019 Antvorskovhallen, Slagelse Speltid: 1h:35 - Åskådare: 2 055               | Danmark   | 1 - 3 | Frankrike | 25-22, 20-25, 15-25, 12-25        |
| 9 januari 2019 Pavilhão Multiusos de Gondomar, Gondomar Speltid: 1h:06 - Åskådare: 1 000 | Portugal  | 3 - 0 | Georgien  | 25-19, 25-23, 25-12               |

#### Sluttabell
| Pos.. | Lag       | Pt | M | V | F | SV | SF | Kvot   | PV  | PV  | Kvot  |
| ----- | --------- | -- | - | - | - | -- | -- | ------ | --- | --- | ----- |
| 1     | Frankrike | 18 | 6 | 6 | 0 | 18 | 1  | 18.000 | 477 | 357 | 1.336 |
| 2     | Portugal  | 12 | 6 | 4 | 2 | 12 | 6  | 2.000  | 428 | 366 | 1.169 |
| 3     | Georgien  | 4  | 6 | 1 | 5 | 5  | 16 | 0.312  | 387 | 489 | 0.791 |
| 4     | Danmark   | 2  | 6 | 1 | 5 | 5  | 17 | 0.294  | 433 | 513 | 0.844 |

### Grupp E

#### Resultat
| 15 augusti 2018 Palazzetto dello Sport, Jablonec nad Nisou Speltid: 1h:54 - Åskådare: 1 300 | Tjeckien | 2 - 3 | Sverige  | 25-19, 22-25, 25-15, 20-25, 7-15  |
| 15 augusti 2018 Kalevi Spordihall, Tallinn Speltid: 1h:55 - Åskådare: 400                   | Estland  | 2 - 3 | Finland  | 25-15, 25-20, 23-25, 20-25, 7-15  |
| 18 augusti 2018 Salohalli, Salo Speltid: 1h:54 - Åskådare: 1 204                            | Finland  | 3 - 2 | Tjeckien | 19-25, 25-15, 21-25, 25-23, 15-8  |
| 19 augusti 2018 Idrottshuset, Örebro Speltid: 1h:34 - Åskådare: 780                         | Sverige  | 1 - 3 | Estland  | 23-25, 23-25, 25-16, 17-25        |
| 22 augusti 2018 Palazzetto dello Sport, Jablonec nad Nisou Speltid: 1h:12 - Åskådare: 1 200 | Tjeckien | 3 - 0 | Estland  | 25-23, 25-12, 25-19               |
| 22 augusti 2018 Salohalli, Salo Speltid: 1h:34 - Åskådare: 2 200                            | Finland  | 3 - 1 | Sverige  | 20-25, 25-15, 26-24, 25-14        |
| 25 augusti 2018 Sporthall Umeå, Umeå Speltid: 1h:10 - Åskådare: 1 050                       | Sverige  | 0 - 3 | Finland  | 14-25, 25-27, 19-25               |
| 25 augusti 2018 Kalevi Spordihall, Tallinn Speltid: 2h:06 - Åskådare: 460                   | Estland  | 3 - 2 | Tjeckien | 25-15, 26-24, 24-26, 16-25, 16-14 |
| 5 januari 2019 Sportovní hala, Jindřichův Hradec Speltid: 1h:52 - Åskådare: 1 500           | Tjeckien | 3 - 2 | Finland  | 25-17, 20-25, 18-25, 25-19, 15-9  |
| 5 januari 2019 Tartu Ülikooli Spordihoone, Tartu Speltid: 1h:50 - Åskådare: 2 330           | Estland  | 3 - 1 | Sverige  | 19-25, 25-23, 25-17, 25-23        |
| 9 januari 2019 Eriksdalshallen, Stockholm Speltid: 1h:14 - Åskådare: 1 100                  | Sverige  | 0 - 3 | Tjeckien | 20-25, 24-26, 18-25               |
| 9 januari 2019 Elenia Areena, Tavastehus Speltid: 1h:30 - Åskådare: 1 109                   | Finland  | 1 - 3 | Estland  | 20-25, 25-15, 14-25, 17-25        |

#### Sluttabell
| Pos.. | Lag      | Pt | M | V | F | SV | SF | Kvot  | PV  | PV  | Kvot  |
| ----- | -------- | -- | - | - | - | -- | -- | ----- | --- | --- | ----- |
| 1     | Estland  | 12 | 6 | 4 | 2 | 14 | 11 | 1.272 | 536 | 531 | 1.009 |
| 2     | Finland  | 11 | 6 | 4 | 2 | 15 | 11 | 1.363 | 549 | 525 | 1.045 |
| 3     | Tjeckien | 11 | 6 | 3 | 3 | 15 | 11 | 1.363 | 553 | 522 | 1.059 |
| 4     | Sverige  | 2  | 6 | 1 | 5 | 6  | 17 | 0.352 | 473 | 533 | 0.887 |

### Grupp F

#### Resultat
| 15 augusti 2018 Sala Polivalentă Oltenia, Craiova Speltid: 2h:06 - Åskådare: 125       | Rumänien                | 2 - 3 | Bosnien och Hercegovina | 25-21, 26-24, 23-25, 19-25, 11-15 |
| 15 augusti 2018 Zemgales Olimpiskais centrs, Jelgava Speltid: 1h:18 - Åskådare: 500    | Lettland                | 0 - 3 | Spanien                 | 24-26, 21-25, 13-25               |
| 19 augusti 2018 Palacio Multiusos, Guadalajara Speltid: 1h:23 - Åskådare: 250          | Spanien                 | 0 - 3 | Rumänien                | 21-25, 23-25, 22-25               |
| 18 augusti 2018 Kulturno-sportski centar Kakanj, Kakanj Speltid: 1h:08 - Åskådare: 800 | Bosnien och Hercegovina | 3 - 0 | Lettland                | 25-8, 25-16, 25-16                |
| 22 augusti 2018 Sala Polivalentă Oltenia, Craiova Speltid: 1h:13 - Åskådare: 130       | Rumänien                | 3 - 0 | Lettland                | 25-11, 25-18, 25-22               |
| 22 augusti 2018 Palacio Multiusos, Guadalajara Speltid: 1h:25 - Åskådare: 275          | Spanien                 | 3 - 0 | Bosnien och Hercegovina | 34-32, 25-19, 25-12               |
| 26 augusti 2018 Lukavac, Lukavac Speltid: 1h:55 - Åskådare: 1 400                      | Bosnien och Hercegovina | 1 - 3 | Spanien                 | 19-25, 15-25, 25-23, 21-25        |
| 26 augusti 2018 Zemgales Olimpiskais centrs, Jelgava Speltid: 0h:59 - Åskådare: 300    | Lettland                | 0 - 3 | Rumänien                | 13-25, 13-25, 15-25               |
| 5 januari 2019 Sala Polivalenta, Alexandria Speltid: 2h:01 - Åskådare: 2 030           | Rumänien                | 2 - 3 | Spanien                 | 25-22, 16-25, 23-25, 25-21, 13-15 |
| 5 januari 2019 Zemgales Olimpiskais centrs, Jelgava Speltid: 1h:09 - Åskådare: 500     | Lettland                | 0 - 3 | Bosnien och Hercegovina | 22-25, 14-25, 19-25               |
| 9 januari 2019 Lukavac, Lukavac Speltid: 1h:55 - Åskådare: 1 230                       | Bosnien och Hercegovina | 2 - 3 | Rumänien                | 17-25, 25-19, 25-21, 17-25, 9-15  |
| 9 januari 2019 Palacio Multiusos, Guadalajara Speltid: 1h:07 - Åskådare: 600           | Spanien                 | 3 - 0 | Lettland                | 25-13, 25-19, 25-22               |

#### Sluttabell
| Pos.. | Lag                     | Pt | M | V | F | SV | SF | Kvot  | PV  | PV  | Kvot  |
| ----- | ----------------------- | -- | - | - | - | -- | -- | ----- | --- | --- | ----- |
| 1     | Spanien                 | 14 | 6 | 5 | 1 | 15 | 6  | 2.500 | 507 | 432 | 1.173 |
| 2     | Rumänien                | 13 | 6 | 4 | 2 | 16 | 8  | 2.000 | 536 | 469 | 1.142 |
| 3     | Bosnien och Hercegovina | 9  | 6 | 3 | 3 | 12 | 11 | 1.090 | 496 | 486 | 1.020 |
| 4     | Lettland                | 0  | 6 | 0 | 6 | 0  | 18 | 0.000 | 299 | 451 | 0.663 |

## Kvalificerade lag
| Lag       | Kvalificerad som |
| --------- | ---------------- |
| Belgien   | 1:a i grupp A    |
| Kroatien  | 1:a i grupp B    |
| Estland   | 1:a i grupp E    |
| Finland   | 2:a i grupp E    |
| Frankrike | 1:a i grupp D    |
| Grekland  | 1:a i grupp C    |
| Portugal  | 2:a i grupp D    |
| Rumänien  | 2:a i grupp F    |
| Slovenien | 2:a i grupp A    |
| Spanien   | 1:a i grupp F    |
| Schweiz   | 2:a i grupp B    |
| Ukraina   | 2:a i grupp C    |